# Симметричная матрица
Симметричной (Симметрической) называют квадратную матрицу, элементы которой симметричны относительно главной диагонали. Более формально, симметричной называют такую матрицу {\displaystyle A}, что {\displaystyle \forall i,j:a_{ij}=a_{ji}}.
Это означает, что она равна её транспонированной матрице:
{\displaystyle A=A^{T}}

## Примеры
{\displaystyle {\begin{pmatrix}a&b&c\\b&d&e\\c&e&f\end{pmatrix}},{\begin{pmatrix}1&3&0\\3&2&6\\0&6&5\end{pmatrix}},{\begin{pmatrix}1&0&0\\0&1&0\\0&0&1\end{pmatrix}},{\begin{pmatrix}1&5\\5&7\end{pmatrix}},{\begin{pmatrix}2\end{pmatrix}}}

## Свойства
Симметричная матрица всегда квадратная.
Для любой симметричной матрицы A с вещественными элементами справедливо следующее:
- она имеет вещественные собственные значения
- её собственные векторы, соответствующие разным собственным значениям, ортогональны друг другу:

{\displaystyle Av=\lambda _{1}v,\ Aw=\lambda _{2}w,\ \lambda _{1}\neq \lambda _{2}\implies v^{T}w=0}
- из её собственных векторов всегда можно составить ортонормированный базис
- матрицу A можно привести к диагональному виду: {\displaystyle A=QDQ^{T}}, где {\displaystyle Q} — ортогональная матрица, столбцы которой содержат ортонормированный базис из собственных векторов, а D — диагональная матрица с собственными значениями матрицы A на диагонали.
- Если у симметричной матрицы A  единственное собственное значение {\displaystyle \lambda }, то она имеет диагональный вид: {\displaystyle A=\lambda E}, где {\displaystyle E} — единичная матрица,  в любом базисе.
- Для симметричной матрицы любая конгруэнтная матрица также является симметричной, то есть

{\textstyle A=A^{\mathrm {T} }\quad \Longrightarrow \quad X^{\mathrm {T} }AX=(X^{\mathrm {T} }AX)^{\mathrm {T} }.}

## Положительно (отрицательно) определённые матрицы
Симметричная матрица {\displaystyle A} размерностью {\displaystyle k\times k} называется положительно определённой если {\displaystyle \forall z\in \mathbb {R} ^{k}\setminus \{\mathbf {0} \}} выполняется {\displaystyle z^{T}Az>0.}

Условие отрицательно, неположительно и неотрицательно определённой матрицы формулируется аналогично с соответствующим изменением знака неравенства.

Для выяснения характера определённости матрицы может использоваться критерий Сильвестра.